# Patrick Delmas
Patrick Delmas (Paris, 28 de fevereiro de 1966) é um ator franco-colombiano.

## Filmografia
| Ano  | Telenovela                         | Papel               |
| ---- | ---------------------------------- | ------------------- |
| 1997 | Bouge!                             | Jeremy              |
| 1998 | Le chant de l'homme mort           | Principal           |
| 1999 | Yo soy Betty, la fea               | Michel              |
| 2001 | Ecomoda                            | Michel              |
| 2001 | Isabel me la veló                  | Antoine             |
| 2002 | Pecados capitales                  | Philippe du Pont    |
| 2003 | Salwa                              |                     |
| 2004 | La viuda de la mafia               | Aníbal Montes       |
| 2005 | Les gens honnêtes vivent en France | Olivier Charpentier |
| 2005 | Juegos prohibidos                  | César Patiño        |
| 2006 | Hasta que la plata nos separe      | Michel              |
| 2006 | En los tacones de Eva              | Cristóbal           |
| 2008 | Aquí no hay quien viva             | Mauricio            |
| 2008 | Sin retorno                        | Samuel              |
| 2010 | Reto de mujer                      | Andrés Bernal       |
| 2010 | Hilos de amor                      | Roberto White       |
| 2011 | Saluda al diablo de mi parte       | Serge               |
| 2012 | Allá te espero                     | Phillipe            |
| 2014 | El laberinto de Alicia             | Manuel Pascual      |